# Stahlnetz: In der Nacht zum Dienstag …
 In der Nacht zum Dienstag …  ist der 14. Kriminalfilm der Fernsehreihe Stahlnetz. Die deutsche Erstausstrahlung erfolgte am 7. November 1961 im Ersten Programm der ARD.

## Handlung
In der Nacht zum Dienstag ereignen sich in und um Düsseldorf diverse Straftaten: mehrere Autodiebstähle, Überfälle auf Personen und in den frühen Morgenstunden der Mord an einer Zeitungsausträgerin, deren Leiche später in einem Waldstück aufgefunden wird. Ganz in der Nähe entdeckt die Polizei einen Wagen, der kurz vorher in Lohausen als gestohlen gemeldet und in dem die Tote an den Fundort gebracht wurde. Kriminalkommissar Kiesel und sein Mitarbeiter Obermeister Sannecke werden mit den Ermittlungen betraut. Kriminalmeister Sonnenfeld von der Außenstelle Lohausen hat in seiner Kartei vier Personen, die für die Delikte in Frage kommen. Drei von ihnen haben ein Alibi, der Vierte, Wilhelm Carstens, lebt laut Aussage seiner Tante seit einigen Wochen in einem Fürsorgeheim in Hochdahl.
Kiesel und Sannecke erkennen erst nach und nach, dass sämtliche Taten aus der Nacht offensichtlich miteinander zusammenhängen. Da das Fürsorgeheim, in dem Carstens untergebracht ist, ganz in der Nähe des ersten Überfalls liegt, fahren die Ermittler nach Hochdahl, müssen jedoch feststellen, dass Carstens verschwunden ist. Als auch noch an einem der gestohlenen Fahrzeuge Fingerabdrücke von ihm sichergestellt werden können, wird er zur Fahndung ausgeschrieben. Zur gleichen Zeit wird Kiesel durch den ehemaligen Polizeibeamten August Kramer von einem Einbruch in dessen Wohnung informiert. Da sich beide von früher kennen, suchen Kiesel und Sannecke Kramers Wohnung auf. Jetzt erst fällt dem Pensionär auf, dass seine persönliche Polizeiuniform fehlt. Tatsächlich war Carstens der Einbrecher. Als Polizist getarnt, lässt er sich von einem Autofahrer mitnehmen, da er die Absicht hat, in die Niederlande zu fliehen. Beim Aussteigen gelingt es ihm, den Mantel des Autofahrers an sich zu nehmen. Ein Bauer findet Carstens später schlafend in seiner Scheune und bringt ihn zur Polizei. Während der diensthabende Beamte telefonisch den Fahndungsaufruf nach Carstens erhält, kann dieser fliehen. Er stiehlt erneut ein Fahrzeug und gelangt damit bis an eine Stahlgießerei. Dort flüchtet er vor der herannahenden Polizei auf das Betriebsgelände. Es kommt zu einer Schießerei zwischen ihm und den Beamten sowie dem inzwischen eingetroffenen Kiesel. Dabei gerät Carstens nahe an einen glühenden Stahlkessel, verfällt in Panik und stürzt hinein.

## Sonstiges
In dieser Folge wird der Titel im Vorspann genannt. Der Off-Sprecher ist Friedrich Schütter.
Jürgen Roland war von der Zusammenarbeit mit der Kriminal- und der Schutzpolizei von Nordrhein-Westfalen sehr angetan und meinte nach den Dreharbeiten:

„Sie hat prächtig mitgearbeitet, besonders der Autobahnzug, kurz „Porschezug“ genannt.“

Die Folge ist in einer 2013 erschienenen DVD-Box mit sämtlichen Stahlnetz-Folgen enthalten.